# Ignaz Preisegger

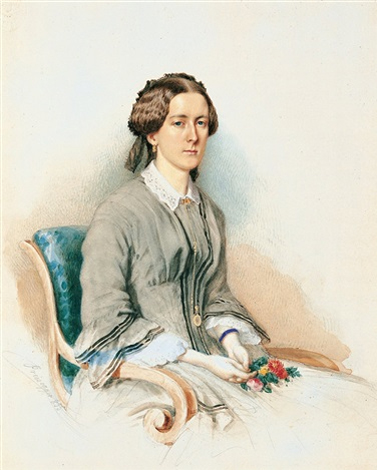
Bildnis der Tochter
der Gräfin von Spinet

Ignaz Preisegger (* 14. Januar 1824 in Bruck an der Mur (Steiermark); † 2. Juli 1881 in Klagenfurt am Wörthersee) war ein österreichischer Porträtmaler. 
Preisegger studierte von 1838 bis 1849 an der Ständischen Zeichenakademie (Steiermärkische Landeskunstschule) im Palais Stubenberg in Graz bei Joseph August Stark und Joseph Ernst Tunner.
Nach Beendigung seiner Studien ließ er sich als freischaffender Künstler in Kärnten nieder. 
In den 1850er Jahren hielt er sich vorübergehend in Venedig auf. 
Preisegger widmete sich hauptsächlich der Porträtmalerei, beschäftigte sich auch mit der Landschaftsmalerei, schuf religiöse Werke, u. a. das Hochaltarbild für die St.-Ruprechtskirche in Klagenfurt (heute an der Südwand).
Ignaz Preisegger war im Viktringer Künstlerkreis tätig und wurde dort von Caroline von Moro gefördert.